# Qatoshi
Qatoshi (укр. Катоші, справжнє ім'я Сопронюк Микола Юрійович) — український блогер, співак, співзасновник молодіжної організації Naprocente.

## Життєпис
Народився 19 грудня 1993 року у Чернівцях. У 2015 році закінчив факультет історії, політології та міжнародних відносин у Чернівецькому університеті.
2017 року з Євгеном Косовим створив розважальний канал у Instagram «Naprocente».
Першу пісню записав 2020 року, 8 липня вийшов російськомовний трек «Чувствуй стиль».
25 жовтня 2021 року вийшов перший україномовний трек Qatoshi «Панночка», записаний з бітмейкером Романом Коваленком (Chico). У січні 2022 року вийшов ремікс на пісню «Панночка» від Alex Caspian.
27 квітня 2022 року Qatoshi випустив трек «Допоможе ЗСУ» з Chico. Трек посів високі позиції в Top 100: Ukraine від Apple Music і YouTube.

## Дискографія

### Сингли
| Рік  |                            | Назва синглу                  |
| ---- | -------------------------- | ----------------------------- |
| 2020 |                            | Танцуй                        |
| 2020 | LALALA                     |                               |
| 2021 |                            | Соберись                      |
| 2021 | Разучился                  |                               |
| 2021 | Номинал                    |                               |
| 2021 | Отними                     |                               |
| 2021 | Панночка                   |                               |
| 2021 | После пули пустота         |                               |
| 2022 |                            | Панночка (Alex Caspian Remix) |
| 2022 | Допоможе ЗСУ               |                               |
| 2022 | Ластівки &Chico            |                               |
| 2023 |                            | Душі                          |
| 2023 | Bella                      |                               |
| 2023 | Флешбеки                   |                               |
| 2023 | Покохай мене feat. 100лиця |                               |
| 2024 |                            | Карт'є                        |
| 2024 | Перламутрові Сльози        |                               |
| 2024 | П'яний соціум              |                               |
| 2024 | Тайною                     |                               |
| 2024 | Акація feat.paashee        |                               |

## Музичні відео
| Рік  | Назва кліпу                |
| ---- | -------------------------- |
| 2021 | «Разучился»                |
| 2021 | «После пули пустота»       |
| 2022 | «Допоможе ЗСУ»             |
| 2022 | «Ластівки»                 |
| 2023 | Покохай мене feat. 100лиця |
| 2024 | «П'яний соціум»            |
| 2024 | Акація feat. paashee       |